# Hal Riddle
William Harold Riddle (* 11. Dezember 1919 in Fulton, Kentucky; † 17. Juni 2009 in Woodland Hills, Kalifornien) war ein US-amerikanischer Schauspieler und Memorabilia-Sammler.

## Leben
Riddle, der seit dem Alter von elf Jahren – er erhielt ein unterzeichnetes Foto von Billie Dove – Film-Memorabilia sammelt und eine der größten Sammlungen sein Eigen nannte, begann seine schauspielerische Karriere im Summer Theatre in Philadelphia. Zwischen 1958 und 1992 spielte er über vierzig Rollen im Fernsehen und auf der Leinwand; 1963 hatte er einen Broadway-Auftritt.
Die Freundschaft zu Billie Dove hielt bis zu deren Tod; er hielt auch die Traueransprache bei ihrem Begräbnis.
2001 vermachte er seine 1.700 Stücke umfassende Sammlung der Murray State University in Kentucky.

## Filmografie (Auswahl)

### Kino
- 1965: Das große Rennen rund um die Welt (The Great Race)
- 1968: Speedway
- 1986: That’s Life! So ist das Leben (That's Life! )
- 1990: Martians – Ein Außerirdischer kommt selten allein (Spaced Invaders)

### Fernsehserien
Jeweils eine Folge, wenn nicht anders angegeben
- 1958: Northwest Passage
- 1958: Rauchende Colts (Gunsmoke)
- 1965–1967: Auf der Flucht (The Fugitive, 2 Folgen)
- 1966–1972: FBI (The F.B.I., 8 Folgen)
- 1967: Green Acres
- 1967: Invasion von der Wega (The Invaders)
- 1970–1975: Zeit der Sehnsucht (Days of Our Lives, 61 Folgen)
- 1972: Bonanza
- 1973: Owen Marshall – Strafverteidiger (Owen Marshall: Counselor at Law)
- 1974: Barnaby Jones
- 1975: Ein Sheriff in New York (McCloud)
- 1975–1976: Oh Mary (The Mary Tyler Moore Show, 2 Folgen)
- 1975–1977: Die Waltons (The Waltons, 3 Folgen)
- 1977: Drei Engel für Charlie (Charlie’s Angels)
- 1978: Quincy (Quincy, M. E.)
- 1978: Unsere kleine Farm (Little House on the Prairie)
- 1984: T.V. – Total verrückt (The Ratings Game) (Fernsehfilm)
- 1985: Ein Engel auf Erden (Highway to Heaven, 2 Folgen)
- 1989: Dallas (2 Folgen)